# Momino, Haskovo
Momino (în bulgară Момино) este un sat în comuna Haskovo, regiunea Haskovo,  Bulgaria. 

## Demografie
Componența etnică a satului Momino
     Bulgari (95%)
     Nicio identificare (5%)
     Altele (0%)
La recensământul din 2011, populația satului Momino era de 20 locuitori. Din punct de vedere etnic, majoritatea locuitorilor (95%) erau bulgari. Pentru 5% din locuitori nu este cunoscută apartenența etnică.